# Puntera
Puntera (olaszul: Pontiera) falu Horvátországban, Isztria megyében. Közigazgatásilag Barbanhoz tartozik.

## Fekvése
Az Isztria délkeleti részén, Pólától 27 km-re északkeletre, Labintól 11 km-re délnyugatra, községközpontjáról 1 km-re délre a Raša folyó völgye felett, a folyó torkolatától északnyugatra fekszik.

## Története
Az első szláv települések a 8. században jöttek létre, feltételezések szerint ekkor épült a falu első temploma is. 788-tól 952-ig a félszigetnek ez a része a Raša folyóig frank uralom alá tartozott, míg a Rašától keletre eső területek a fiatal horvát államhoz tartoztak. A határ azonban nem jelentett egyúttal etnikai határt is, így horvát közösség jött létre nemcsak Barban, hanem az attól nyugatabbra fekvő területeken is egészen Porecsig. A 952 és 1209 közötti időszakban az Isztria német hűbérurak uralma alatt volt. 1209-ben a település az aquilei pátriárka fennhatósága alá került. A 13. században Barban vidéke a pazini grófság hűbérbirtoka volt. 1374-ben az utolsó pazini gróf IV. Albert halála után Barban és Rakalj vidéke Habsburg uralom alá került. 1535-ben a velencei Loredan család vásárolta meg és több mint háromszáz évre (1869-ig) a birtokukban maradt. 1797-ben megszűnt a Velencei Köztársaság és a település 1813-ig francia uralom alatt állt, közben 1805-ben az Isztriával együtt a napóleoni Olasz Királyság része lett. A francia uralom több változást is hozott az isztriai települések életében, melyek közül a legfontosabb a hűbéri viszonyok megszüntetése, az egyházi befolyás csökkentése és a települések önállóságának növekedése voltak. Napóleon bukása után a bécsi kongresszus az Isztriát Ausztriához csatolta és egészen 1918-ig osztrák uralom alatt állt. A falunak 1880-ban 150, 1910-ben 202 lakosa volt. Az első világháború után a falu Olaszországhoz került. Az Isztria az 1943-as olasz kapituláció után szabadult meg az olasz uralomtól. A második világháború után Jugoszlávia része lett. Jugoszlávia felbomlása után 1991-ben a független Horvátország része lett. 2011-ben a falunak 118 lakosa volt.

## Nevezetességei
A falu keleti végén álló Szentháromság tiszteletére szentelt templomát valószínűleg a 8. vagy a 9. században a bencések építették. A 17. században átépítették, ekkor nyerte el mai formáját.

## Lakosság
| Lakosság változása | Lakosság változása | Lakosság változása | Lakosság változása | Lakosság változása | Lakosság változása | Lakosság változása | Lakosság változása | Lakosság változása | Lakosság változása | Lakosság változása | Lakosság változása | Lakosság változása | Lakosság változása | Lakosság változása | Lakosság változása |
| ------------------ | ------------------ | ------------------ | ------------------ | ------------------ | ------------------ | ------------------ | ------------------ | ------------------ | ------------------ | ------------------ | ------------------ | ------------------ | ------------------ | ------------------ | ------------------ |
| 1857               | 1869               | 1880               | 1890               | 1900               | 1910               | 1921               | 1931               | 1948               | 1953               | 1961               | 1971               | 1981               | 1991               | 2001               | 2011               |
| 0                  | 0                  | 150                | 138                | 164                | 202                | 0                  | 0                  | 218                | 229                | 224                | 195                | 169                | 158                | 134                | 118                |